# Рубежівка (Київ)
Рубежі́вка, Рубежі́вська коло́нія — історична місцевість в Святошинському районі м. Києва. Простягається на південь вздовж Берестейського проспекту між станціями метро «Нивки» і «Святошин», охоплюючи частину Ґалаґанів.
У цій місцевості розміщувалася виправно-трудова колонія для неповнолітніх правопорушників, яку перевели до Києва у 1884 році із с. Михайлівська Рубежівка. Колонію заснувало в 1876 році Київське товариство землеробських колоній і ремісничих притулків. Першим директором був А. Д. Ушинський — брат педагога К. Д. Ушинського. Після переводу до Києва колонія зберегла назву «Рубежівська». Виправна колонія існувала до початку ХХ століття, а після її закриття місцевість успадкувала цю назву. Тепер на місці Рубежівки промислова забудова.
У Києві існують Рубежівська вулиця і Рубежівський провулок у Новобіличах і залізничний зупинний пункт Рубежівський на Нивках.